# Château de Rieudotte
Le château de Rieudotte dit aussi château Moncheur est un édifice situé en Wallonie et bâti au XVIIIe siècle à Andenelle (Andenne) par la famille Bouverye.

## Historique
Le château de Rieudotte a initialement appartenu aux Bouverie (olim) Bouverye, famille de maîtres de forges qui exploitaient le haut-fourneau de Rieudotte sur le domaine du château dès le XVIIe siècle.
Le château passe à la famille Moncheur à la suite de l'alliance de Pierre Philippe Joseph Moncheur (1765–1839), maître de forges, maître d'une faïencerie et membre des États provinciaux de Namur avec Marie Jeanne Bouverie (1765–1836),. De cette alliance est issu, entre autres, François Désiré Moncheur, ministre des travaux public né au château de Rieudotte.
De nombreuses modifications de l'édifice eurent lieu sous l'impulsion de Pierre Moncheur au début du XIXe siècle[réf. souhaitée] notamment, en 1824, lorsque les bâtiments proches du châteaux furent détruits quand le haut-fourneau de Rieudotte passa aux mains des Fonderies d'Andenne SA.
Une dernière aile fut rajoutée en 1871.
Le château resta la propriété de la famille Moncheur pendant 4 générations jusqu'en 1941, lorsqu'Hélène Moncheur (1876-1942), arrière-petite-fille de Pierre Moncheur en fit donation à Léopold de Paul de Barchifontaine, commissaire de l'arrondissement judiciaire de Huy,.

## Galerie

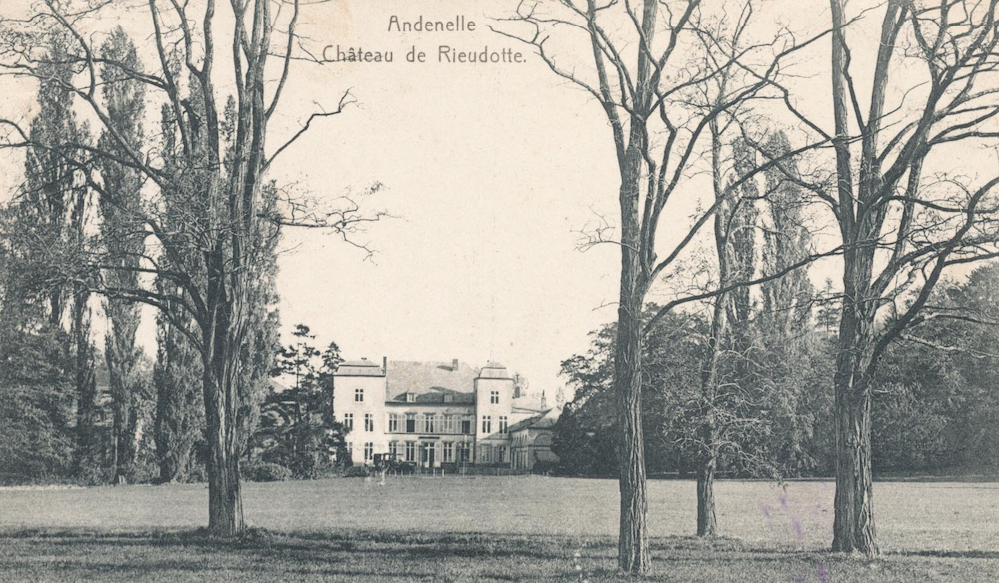